# Phan Mỹ (Bắc Tống)
Phan Mỹ (chữ Hán: 潘美, 925 – 991), tên tự là Trọng Tuân, người phủ Đại Danh , là tướng lĩnh đầu đời Bắc Tống trong lịch sử Trung Quốc. Ông là nguyên mẫu của nhân vật phản diện Phan Nhân Mỹ trong các tiểu thuyết thông tục hay các vở Kinh kịch có chủ đề Dương gia tướng.

## Thời loạn gặp minh chủ
Cha Phan Mỹ là Phan Lân, giữ chức Quân hiệu, đồn thú ở Thường Sơn . Mỹ từ nhỏ lỗi lạc, làm Điển yết trong phủ. Mỹ từng nói với người cùng làng là Vương Mật rằng: "Nhà (Hậu) Hán sắp kết thúc, kẻ xấu hoành hành, bốn bể có điềm đổi ngôi. Đại trượng phu không nhân lúc này để lập công danh, hèn mọn với vạn vật cùng mất đi, đáng xấu hổ vậy." Gặp lúc Sài Vinh làm Khai Phong phủ doãn, Mỹ hầu hạ gần gũi ông ta; đến khi Vinh lên ngôi, là Hậu Chu Thế Tông, bổ ông làm Cung phụng quan. Mỹ nhờ có công ở trận Cao Bình (với liên quân Liêu – Bắc Hán, năm 954), được thăng Tây Thượng các môn phó sứ; sau đó ra làm Giám Thiểm Châu quân, rồi đổi làm Dẫn tiến sứ. Thế Tông muốn dùng quân với Lũng, Thục, mệnh cho Mỹ giám hộ lính đồn trú ở Vĩnh Hưng, cai quản công việc ở mặt tây.

## Tham gia dẹp nội loạn
Từ trước, Triệu Khuông Dẫn đãi ngộ Mỹ rất hậu, đến khi lên ngôi, là Tống Thái Tổ, mệnh cho ông đi trước gặp các quan viên chấp chánh, tuyên dụ chỉ khắp trong ngoài triều đình. Thiểm soái Viên Ngạn tính hung hãn, tín nhiệm tiểu nhân, quen giết người cướp tài sản, lại còn sửa sang khí giới; Thái Tổ lo hắn gây biến, sai Mỹ giám sát quân đội của hắn để tính kế diệt trừ. Mỹ một mình một ngựa đi dụ, khuyên rằng mệnh trời đã định, nên giữ lấy chức trách của bề tôi, Ngạn bèn vào triều. Thái Tổ vui vẻ nói: "Phan Mỹ không giết Viên Ngạn, còn có thể khiến hắn vào chầu, hoàn thành chí hướng của ta vậy." 
Lý Trọng Tiến nổi dậy (960), Tống Thái Tổ thân chinh, sai Thạch Thủ Tín làm Chiêu thảo sứ, Phan Mỹ giữ chức Hành doanh đô giám, làm phó của ông ta. Bình xong Dương Châu, Mỹ được ở lại làm Tuần kiểm, chịu trách nhiệm trấn áp và phủ dụ, nhờ công được thụ Tần Châu đoàn luyện sứ. Khi ấy quân Tống đã dẹp xong cuộc nổi dậy của Uông Đoan ở Hồ Nam, lòng người chưa yên, vì vậy nhà Tống cho Mỹ nhận chức Đàm Châu phòng ngự sứ. Quân Nam Hán nhiều lần xâm phạm Quế Dương, Giang Hoa, Mỹ đánh đuổi họ. Các tộc Man Lão ở Khê Động từ đời Đường đến lúc đó không ngừng xâm phạm, trở nên nỗi lo cho dân chúng. Mỹ đuổi vào tận sào huyệt của họ, giết chết rất nhiều, còn lại thì phủ dụ, khu vực này mới an định. Năm Càn Đức thứ 2 (964), Mỹ theo bọn Binh mã đô giám Đinh Đức Dụ chỉ huy quân đánh hạ Sâm Châu.

## Chỉ huy diệt Nam Hán
Năm Khai Bảo thứ 3 (970), triều đình Bắc Tống hạ lệnh chinh phạt Nam Hán, lấy Mỹ làm Hành doanh chư quân đô bộ thự, Lãng Châu đoàn luyện sứ, Doãn Sùng Kha làm phó cho ông. Quân Tống tiến hạ Phú Châu , đại phá hơn vạn cứu binh của Sử Ngạn Nhu ở Nam Hương, bêu đầu Ngạn Nhu, ép Hạ Châu đầu hàng. Tháng 10 ÂL, quân Tống phá trại mới dựng của quân Nam Hán, bắt tướng địch là Cận Huy; Chiêu Châu thứ sử Điền Hành Trù bỏ thành mà trốn, Quế Châu thứ sử Lý Thừa Khuê cũng chạy về, quân Tống bèn chiếm Chiêu Châu, Quế Châu, sau đó lấy Liên Châu, các châu Tây Giang nối nhau xin hàng. Mỹ nhờ công được dời làm Nam diện đô bộ thự, tiến đến Thiều Châu.
Thiều Châu là cửa bắc của Quảng Châu, có hơn 10 vạn quân Nam Hán của Lý Thừa Ác bày trận ở dưới Bồng Hoa Phong. Thừa Ác dàn voi ở trước trận để ra vẻ hùng tráng, Mỹ lệnh cho quân Tống dùng nỏ cứng mà bắn, khiến voi chạy xéo vào quân Nam Hán; ông thừa cơ xua binh đánh tràn, chiếm được Thiều Châu, chém được mấy vạn tên địch, bắt sống thứ sử Tân Duyên Ác, một mình Thừa Ác chạy thoát. Mỹ sai Duyên Ác đi tắt về Quảng Châu, khuyên Hán đế Lưu Sưởng ra hàng, khiến triều đình Nam Hán chấn động.
Tháng giêng ÂL năm thứ 4 (971), Mỹ chiếm 2 châu Anh, Hùng, tướng Nam Hán là Phan Sùng Triệt ra hàng. Sau đó quân Tống tiến đến Lang Đầu, gặp sứ Nam Hán xin hòa và dừng quân. Bọn Mỹ thấy Lang Đầu địa thế hiểm trở, sợ có phục binh, bèn bắt sứ giả đi cùng, vượt Sách Khẩu, đến Mã Kính, đóng đồn trên núi Song Nữ, nhìn xuống lũy của Quách Sùng Nhạc. Quân Tống khiêu chiến, Sùng Nhạc không ra. Lưu Sưởng thế cùng, sai Vương Khuê đến cửa quân cầu thông hảo, lại sai Tả bộc xạ Tiêu Thôi, Trung thư xá nhân Trác Duy Hưu dâng biểu xin hàng. Mỹ tuyên dụ ý của Thái Tổ: nếu người Hán có thể đánh thì cùng họ đánh, không thể đánh thì khuyên họ giữ, không thể giữ thì dụ họ hàng, không thể hàng thì cho chết, không thể chết thì cho trốn; ngoài 5 điều ấy ra thì họ sẽ không nhận được gì khác. Sau đó Mỹ lệnh cho Điện trực Nhiễm Ngạn Cổn bắt bọn Tiêu Thôi giải về kinh sư.
Tháng 2 ÂL, Hán đế Lưu Sưởng đành sai em trai là Lưu Bảo Hưng dốc quân trong nước kháng cự. Tướng Nam Hán là Thực Đình Hiểu làm tiền phong, Quách Sùng Nhạc làm hậu ứng, mang 15 vạn quân dựa vào sông để bày trận. Quân Tống vượt sông, đánh bại quân Nam Hán, giết chết Đình Hiểu, còn Sùng Nhạc chạy thoát. Doanh trại của Sùng Nhạc dựa vào hang núi để cố thủ, đợi quân Tống; Mỹ đắp lũy cho binh sĩ nghỉ ngơi, nói với chư tướng rằng: "Bên kia dựng gỗ làm rào, nếu tấn công bằng lửa, họ ắt rối loạn, nhân đó đem quân tinh nhuệ giáp kích, là kế vạn toàn vậy." Mỹ bèn sai mấy ngàn dân phu, mỗi người đem 2 ngọn đốc, chia nhau theo đường tắt lẻn đến rào của quân Nam Hán; chờ đêm xuống, cả vạn ngọn đuốc cùng ném ra, gặp lúc gió lớn, thế lửa càng lớn. Quân Nam Hán trông lúc hoảng hốt xô vào quân Tống, Mỹ xua binh đánh gấp, khiến kẻ địch đại bại, chém được mấy vạn tên, Sùng Nhạc chết trong loạn quân, còn Bảo Hưng trốn về.
Quân Tống thẳng tiến đến Bạch Điền, Lưu Sưởng mặc áo trắng ra hàng. Bọn Mỹ vào Quảng Châu, bắt tông thất và quan thuộc Nam Hán 97 người, giải về kinh sư; Mỹ hạ lệnh giết hơn trăm hoạn quan. Mỹ làm văn lộ bố để cáo tiệp, tin tức đến kinh sư, triều đình mệnh cho Mỹ và Doãn Sùng Kha làm Đồng tri Quảng Châu kiêm Thị bạc sứ. Tháng 5 ÂL, Mỹ được bái làm Sơn Nam đông đạo Tiết độ sứ. Năm thứ 5 (972), được kiêm Lĩnh Nam đạo Chuyển vận sứ. Thổ hào Chu Tư Quỳnh tập hợp người, dựa vào biển để nổi dậy, Mỹ đánh dẹp hắn ta, vùng Lĩnh Nam mới yên.

## Tham gia diệt Nam Đường
Năm thứ 8 (975), triều đình bàn việc đánh Nam Đường; tháng 9 ÂL, sai Mỹ với bọn Lưu Ngộ đi trước đến Giang Lăng. Tháng 10 ÂL, Mỹ nhận mệnh làm Thăng Châu đạo hành doanh đô giám, theo Tào Bân lên đường, tiến đến Tần Hoài. Khi ấy thuyền bè chưa có, Mỹ hạ lệnh rằng: "Mỹ thụ chiếu, đem theo mấy vạn người kiêu quả, hẹn rằng tất thắng, há lại bị ngăn bởi một vũng nước mà không thể vượt qua hay sao?" rồi xua binh vượt sông, đại binh theo sau, đánh cho quân Nam Đường đại bại. Quân Tống đến Thái Thạch ki thì cầu nổi đã xong, hơn 20 chiến hạm của Nam Đường nổi trống xuôi dòng mà đến; Mỹ xua binh hăng hái tiến đánh, đoạt chiến hạm của địch, bắt tướng địch là bọn Trịnh Tân 7 người, lại phá thủy trại địch ở phía nam thành nam, chia thủy quân đến giữ.
Bọn Tào Bân chia ra đóng quân ở 3 trại để đánh thành, vẽ trận đồ sai sứ giả đem về triều đình. Mỹ giữ trại bắc, Thái Tổ cho rằng nơi ấy ngòi sâu vững chắc, kẻ địch ắt giành lại, bèn sai sứ giả gấp gáp quay lại, lệnh cho ông gấp dời chiến thuyền, đề phòng biến cố. Mỹ nghe chiếu lập tức dời quân; đêm ấy, thủy quân Nam Đường quả nhiên đến đánh, không thắng được. Quân Tống áp sát Kim Lăng, 10 vạn quân thủy lục của Nam Đường bày trận dưới thành, Mỹ soái binh tập kích, đánh cho họ đại bại. Nam Đường Hậu chủ Lý Dục thấy nguy, sai Từ Huyễn đến xin hoãn đánh, Thái Tổ không xét, nhưng ban chiếu cho chư tướng thúc giục Nam Đường quy phụ. Lý Dục lần lữa không thể quyết định, trong đêm sai 5000 binh cầm đuốc, nổi trống reo hò ra đánh; Mỹ soái binh tinh nhuệ, dùng binh khí ngắn tiếp chiến, giết sạch kẻ địch, trong đó có vài mươi tướng được đeo phù ấn. Sau đó quân Tống đêm ngày đánh thành, trăm đường cùng tiến. Bình xong Kim Lăng, Mỹ nhờ công được bái làm Tuyên huy Bắc viện sứ.

## Tham gia diệt Bắc Hán và trấn thủ bắc biên
Mùa thu năm thứ 9 (976), Mỹ nhận mệnh làm phó cho Đảng Tiến tiến đánh Bắc Hán, giao chiến ở thượng du sông Phần, phá được địch, bắt sống rất nhiều. Tháng 10 ÂL, Thái Tổ mất, Thái Tông nối ngôi, Mỹ được đổi làm Nam viện sứ. Tháng 12 ÂL, triều đình bãi binh, bọn Mỹ quay về kinh sư. Năm thứ 3 (978), được gia Khai phủ nghi đồng tam tư.
Năm thứ 4 (979), Mỹ nhận mệnh tham gia chinh phạt Bắc Hán, làm Bắc lộ đô chiêu thảo, Phán Thái Nguyên hành phủ sự. Thái Tông sắp xếp chư tướng tấn công, chiếm được Tịnh Châu. Tiếp đó quân Tống vây đánh Phạm Dương của Liêu, Mỹ được làm Tri U Châu hành phủ sự. Sau khi quân Tống thua trận Cao Lương Hà, Mỹ nhận mệnh kiêm Tam Giao đô bộ thự, ở lại đồn trú để phòng bị bắc biên. Tam Giao cách 300 dặm về phía tây bắc có nơi gọi là Cố Quân, địa thế hiểm trở, là yết hầu của bắc biên. Mỹ ngầm đem quân tập kích, chiếm cứ đất ấy; nhân đó chứa lúa đồn binh để giữ, từ ấy bắc biên được yên. Mỹ thường tuần tra đến Đại Châu, tìm cỏ cho ngựa ăn, ít lâu sau phát hiện hơn vạn kỵ binh Liêu xâm phạm; ông lệnh cho đóng hàm của ngựa, hăng hái tấn công, đại phá kẻ địch, nên được phong Đại quốc công. Năm thứ 8 (983), được đổi làm Trung Vũ quân tiết độ sứ, tiến phong Hàn quốc công.

## Tham gia Ung Hi bắc phạt
Năm Ung Hi thứ 3 (986), Tống Thái Tông hạ lệnh bắc phạt, lấy Mỹ làm Vân, Ứng lộ hành doanh đô bộ thự, Dương Nghiệp làm phó, hộ quân là bọn Tây Thượng cáp môn sứ, Úy Châu thứ sử Vương Sân, Quân khí khố sứ, Thuận Châu đoàn luyện sứ Lưu Văn Dụ, lãnh quân Tây lộ đánh Liêu. Bọn Mỹ liên tiếp chiếm được 4 châu Vân, Ứng, Hoàn, Sóc, tiến đến sông Tang Càn, gặp lúc quân Đông lộ của Tào Bân thua trận, toàn quân rút lui, vì vậy Thái Tông hạ chiếu cho phép họ quay về Đại Châu. Chưa được lâu, Thái Tông lại hạ chiếu dời dân của 4 châu vào nước Tống, lệnh bọn Mỹ đem binh bản bộ hộ tống.
Khi ấy tướng Liêu là Da Luật Tà Chẩn chỉ huy hơn 10 vạn binh đến Úy Châu, Mỹ với Tri Hùng Châu Hạ Lệnh Đồ đi cứu, nhưng thất bại ở Phi Hồ, Tà Chẩn thừa thắng giành lại Hoàn Châu. Dương Nghiệp cho rằng quân Liêu đang hăng, kiến nghị tránh giao chiến, theo Đại Thạch lộ dời quân đi Ứng Châu, dẫn dụ quân Liêu đến đấy, tạo điều kiện cho dân chúng 2 châu Vân, Sóc chạy vào hang Thạch Kiệt. Bọn Vương Sân, Lưu Văn Dụ chế giễu Nghiệp sợ giặc, khiến ông ta uất ức, tự nhận làm tiên phong đón đánh quân Liêu, yêu cầu bọn Mỹ mai phục ở cửa hang Trần Gia để đợi ông ta. Sau khi Dương Nghiệp ra đi, bọn Mỹ bày trận ở cửa hang Trần Gia; từ giờ Dần đến giờ Tị, bọn Mỹ không nhận được tin tức của Nghiệp, Sân sai người lên đài quan sát, thấy quân Liêu có vẻ thua chạy, muốn tranh công, lập tức lãnh binh rời cửa hang. Mỹ không thể ngăn được, bèn men theo Giao Hà đi về phía tây nam 20 dặm, thì nghe tin Dương Nghiệp thất bại, lập tức xua binh lui chạy. Trong khi ấy Dương Nghiệp bị phục binh của Tà Chẩn đánh bại, chạy về cửa hang Trần Gia, không có cứu viện, đành chịu chết ở đấy. Mỹ bị tước trật 3 đẳng, giáng chức Kiểm hiệu thái bảo (Vương Sân bị trừ danh, đầy Kim Châu, Lưu Văn Dụ bị trừ danh, đày Đăng Châu).
Năm thứ 4 (987), Mỹ được trả lại chức Kiểm hiệu thái sư, làm Tri Chân Định phủ; chưa lâu sau, được đổi làm Đô bộ thự, Phán Tịnh Châu. Năm Thuần Hóa thứ 2 (991), được gia Đồng bình chương sự; đến ngày Giáp tuất (17) tháng 6 ÂL (25/07), thì mất, hưởng thọ 67 tuổi. Mỹ được tặng Trung thư lệnh, thụy Vũ Huệ. Năm Hàm Bình thứ 2 (999) thời Tống Chân Tông, ông được phối thờ trong miếu của Thái Tông. Không rõ thời điểm cụ thể Mỹ được Chân Tông truy phong Trịnh vương.

## Các con

### Con trai
- Phan Duy Đức làm đến Cung uyển sứ.
- Phan Duy Cố làm đến Tây thượng các môn sứ.
- Phan Duy Chánh làm đến Tây kinh tác phường sứ.
- Phan Duy Thanh làm đến Sùng nghi sứ.
- Phan Duy Hi cưới con gái của Tần vương Triệu Đức Phương, làm đến Bình Châu thứ sử.[4]

### Con gái
Mỹ có ít nhất tám con gái, người thứ 8 được Thái Tông chọn làm vợ đầu của Hàn vương Triệu Nguyên Hưu, về sau là Tống Chân Tông. Phan thị được truy sách hoàng hậu, truy thụy Tráng Hoài, sau đổi là Chương Hoài hoàng hậu. Vì Phan thị nên Mỹ được Chân Tông truy phong vương tước.

### Con nuôi
Cháu trai (tòng tử) Phan Duy Cát, nhờ là ngoại thích nên được làm Thiên Hùng quân Trú bạc đô giám, nhưng biết giữ lễ nghi và pháp độ, ra sức làm việc, được người đời khen là cần mẫn. Có thuyết cho rằng Duy Cát là Kỷ vương Sài Hi, con trai của Hậu Chu Thế Tông. Sau khi soán ngôi nhà Hậu Chu, Tống Thái Tổ với chư tướng vào cung, gặp 2 hoàng tử Kỷ vương, Kỳ vương, chư tướng đều muốn đem ra ngoài làm hại, Thái Tổ thấy chỉ có Mỹ là không nỡ, bèn giao Kỷ vương cho ông, sau đó không hỏi đến nữa. Về thứ tự, người con nuôi này xếp sau Phan Duy Chánh, trưởng thành làm quan văn, con cháu cũng như vậy.

## Hình tượng trong văn học
Trong các tiểu thuyết, hý khúc liên quan đến Dương gia tướng, Phan Mỹ bị đổi tên là Phan Hồng, tự Nhân Mỹ, là nhân vật phản diện, đối lập triệt để với Dương gia tướng. Phan Nhân Mỹ một đời quyền gian, mượn công báo tư, hãm hại trung lương, cấu kết người Liêu, mưu đồ chiếm đoạt giang sơn nhà Tống,...

## Đánh giá
- Tống sử: Tào Bân... Phan Mỹ vốn được hậu đãi bởi Thái Tổ, được tín nhiệm khi mới lấy ngôi, rồi được gởi gắm việc chinh thảo. Lưu Sưởng sai sứ xin hàng, xem lời dụ của Mỹ, từ nghĩa nghiêm chánh, đắc thể phụng từ phạt tội; còn cái trọng của uy danh, há đợi đến sau khi bình Lĩnh Biểu, định Giang Nam, chinh Thái Nguyên, trấn Bắc Môn mới thấy sao? Hai người đều có thụy là Vũ Huệ, đều được phối hưởng; con cháu hai nhà, đều có thể thụ lập, hưởng phú quý. Còn hai hoàng hậu Quang Hiến, Chương Hoài đều được khen là hiền hậu, chẳng ngẫu nhiên vậy.[4]
- Vương Đào: Tào Bân, Phan Mĩ thống vương sư bình Giang Nam. Hai tướng đều hiểu việc binh và thiện chiến, nhưng Tào lo nghĩ rất xa, Phan không bì kịp.[22]
- Minh Thái Tổ: Như Trần Bình, Phùng Dị đời Hán, Phan Mỹ đời Tống đều có tiết nghĩa, kiêm thiện thủy chung, đáng được miếu tự.[23]
- Quy Hữu Quang: Tống Thái Tổ thụ thiện của nhà (Hậu) Chu, vượt qua tai họa chiến tranh đời Ngũ Đại, trả cho thiên hạ thời thái bình, nhờ có Triệu Phổ, Phan Mĩ, Tào Bân dốc mưu lược.[24]
- Vương Phu Chi: Tào Bân khiêm cẩn mà không giành công, là tránh quyền đấy; Phan Mỹ biết Dương Nghiệp thua mà không chịu cứu, là tránh công đấy. Muốn tránh quyền nên đối với sĩ tốt không gần gũi; muốn tránh công nên thất bại chẳng phải là sai lầm; thắng là tự gây nguy hiểm, bán đứng tính mạng sĩ tốt để tự bảo toàn, nên chẳng có kẻ bất bại vậy.[25]
- Chiêu Liễn: Chiến dịch phạt Liêu của người Tống, người ta đều trách hai ngài Tào, Phan, là túc tướng đương thời, sao lại thí tốt đến vậy, không biết hai người có chỗ nào tránh né kiêng dè chăng!? Thái Tông tính nghi kỵ, chiến dịch Cao Lương, tự có nỗi nhục bỏ rơi quân đội; Tào, Phan đều bề tôi cũ của Thái Tổ, nếu như tiến hạ U Châu, ắt chịu sự nghi kỵ của Thái Tông, cảm nhận điểu tận cung tàng, sâu thẳm đã có. Hai tướng rất hiểu ý, nên mới có việc quân của Tế Dương đã đến Trác Lộc (Tào Bân được truy phong Tế Dương quận vương), lại lui về Hùng Châu tìm lương thực, dẫu hiểu biết kém cỏi cũng không dám làm. Nhưng Bân cố ý không hiểu, chính là kế thí tốt vậy. Phan Mỹ cũng như thế! [26]
- Thái Đông Phiên: Kiện tướng đầu đời Tống, bậc nhất là Tào Bân, thứ đến không ngoài Phan Mỹ... Còn Phan Mỹ lại càng không đáng kể (ý nói trí dũng), Dương Nghiệp là kiêu tướng, đánh trận đã lâu, chẳng phải chỉ có dũng hiệu vô địch, ngay cả liệu sự độ thế, cũng sáng suốt nhìn thấy trước, Mỹ không tin lời ông ta, ngược lại tin lầm một Vương Sân ghen ghét, đến nỗi (Dương Nghiệp) cô quân ứng địch, lực kiệt thân vong, tội của Sân không thể tha chết, tội của Mỹ há có thể tránh? Người đời sau thương Nghiệp ghét Mỹ, đến mức đẻ ra nhiều loại ngoa truyền, xem Mỹ là đại gian, dẫu lời nói ra quá nặng, nhưng xét kỹ chẳng phải vô lý, đem so với Tào Bân chẳng phạt chẳng rầy, khoảng cách quả là rất xa đấy! [27]

Nhìn chung Mỹ là danh tướng đầu đời Tống, có nhiều đóng góp to lớn, giúp hai hoàng đế Thái Tổ và Thái Tông thống nhất miền nam Trung Quốc. Nhưng nhiều sử gia đời sau tố cáo hai tướng Tào Bân và Phan Mỹ cố ý thất bại trong cuộc bắc phạt Ung Hi, vì e ngại công cao át chủ, sẽ chuốc lấy sự nghi kỵ của Thái Tông, qua đó giữ được tính mạng và phú quý, cho bản thân và gia quyến. Tuy vậy, Mỹ kém xa về sự khôn khéo so với Bân, khi gây ra cái chết của danh tướng Dương Nghiệp (dù thiệt hại về nhân mạng mà Bân gây ra lớn hơn, ảnh hưởng đến toàn cục rõ ràng hơn), khiến ông bị muôn đời phỉ nhổ, thật là trong may mắn lại có bất hạnh!